# پیکام دره
پیکام دره (به لاتین: Peykam Darreh) یک منطقهٔ مسکونی در افغانستان است که در ولایت بلخ واقع شده‌است.